# كارثيلين
بلدية كارثيلين (بالإسبانية: Carcelén) هي بلدية تقع في مقاطعة البسيط التابعة لمنطقة كاستيا لا مانتشا وسط إسبانيا.

## الديموغرافيا
بلغ عدد سكان بلدية كارثيلين 668 نسمة عام 2011 (وفقاً للمعهد الوطني الإسباني للإحصاء).
| 676 | 664 | 652 | 651 | 663 | 643 | 668 |